# Artrite séptica
Artrite séptica ou Infecção articular é uma invasão purulenta de uma articulação por um agente infeccioso que produz uma artrite (inflamação articular). Os sintomas geralmente incluem vermelhidão, calor, dor e diminuição da capacidade de mover a articulação afetada. O início geralmente é rápido. Outros sintomas podem incluir febre, fraqueza e dor de cabeça. Ocasionalmente, mais de uma articulação pode estar envolvida.

## Causas
As causas incluem bactérias, vírus, fungos e parasitas. A causa mais frequente é por infecção de bactérias gram-positivas como Staphylococcus ou Streptococcus. Os fatores de risco incluem uma articulação prostética, artrite prévia, diabetes e baixa função imunológica. Comumente, as articulações são infectadas pelo sangue (sepse), mas também podem ser infectadas por trauma ou infecção ao redor da articulação (perióstica ou pericapsular).

## Diagnóstico
O diagnóstico é geralmente é feito aspirando o líquido articular (artrocentese) para cultivá-lo. Glóbulos brancos maiores que 50.000 mm3 (leucocitose) ou Lactato desidrogenase(LDH) maior que 10 mmol/L no fluido articular também tornam o diagnóstico provável.

## Tratamento
O tratamento inicial geralmente inclui antibióticos como vancomicina, ceftriaxona ou ceftazidima. Cirurgia também pode ser feita para drenar o pus e remover as partes necróticas da articulação. Sem tratamento precoce, podem ocorrer danos articulares a longo prazo. Artrite séptica ocorre em cerca de 5 pessoas por 100.000 a cada ano. É mais comum em pessoas idosas. A mortalidade é de cerca de 66% sem o tratamento adequado, mas com o tratamento correto reduz a 15%.